# Gzhel (óblast de Moscú)

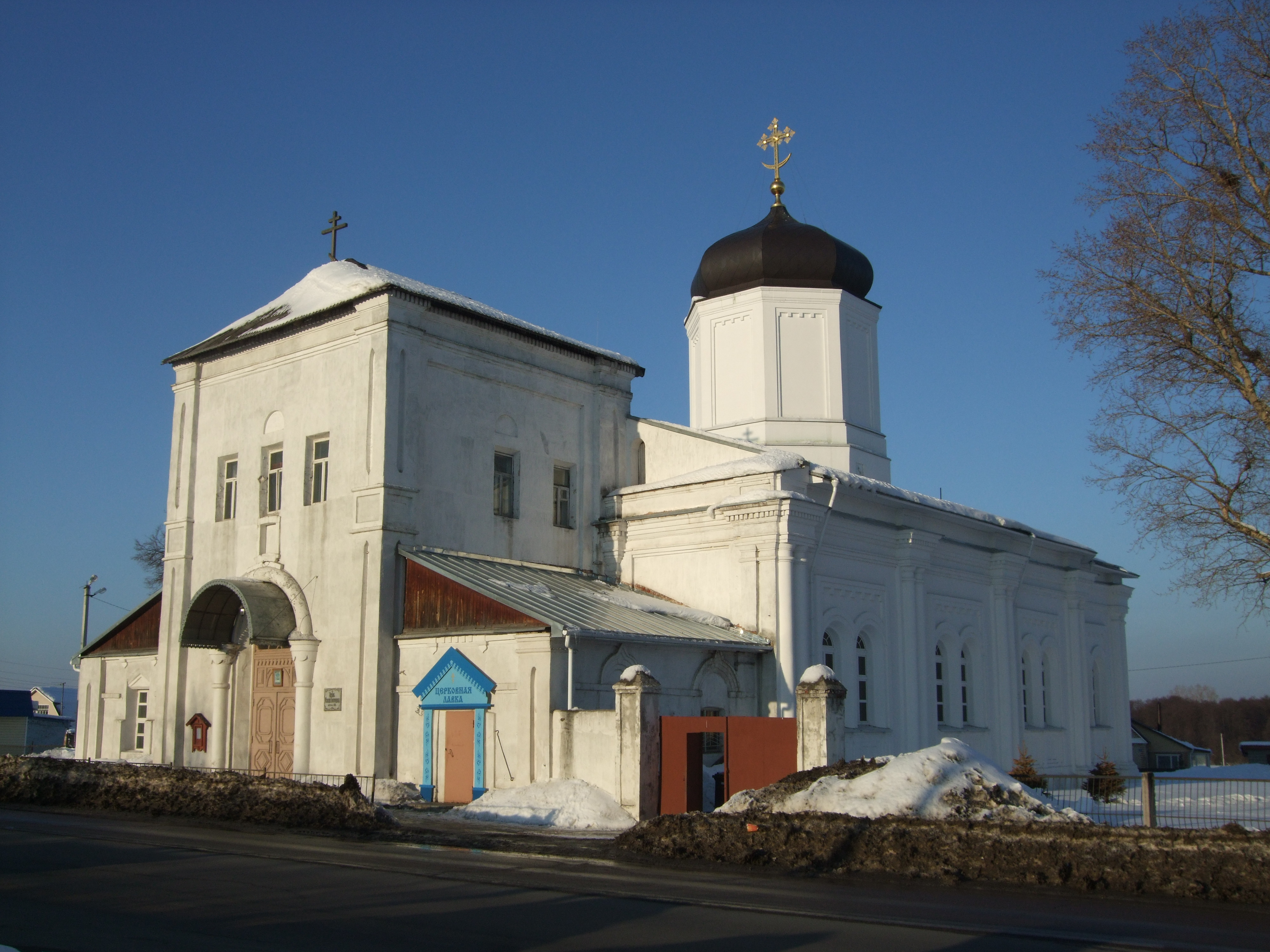
Iglesia de la Asunción de Gzhel.

Gzhel (en ruso: Гжель, pronunciado [ɡʐelʲ]) es una localidad rural (un seló) emplazada en el raión de Rámenskoye del óblast de Moscú (Rusia) a 52 km al sureste del centro de Moscú. Según el censo ruso de 2010, tiene una población de 1006 hab.
Da su nombre a la cerámica de Gzhel así como a la edad geológica y piso estratigráfico Gzheliense (final del Carbonífero). En un sentido más amplio, el nombre también se puede referir a un cúmulo de localidades rurales ubicadas alrededor de Gzhel y Rechitsy. En 1912 se inauguró una estación epónima en la línea Moscú-Kazán, que lleva operando desde entonces. También existe en las proximidades una localidad diferente con el mismo nombre.
Gzhel se encuentra en la orilla del río Gzhelka, conocido desde la carta de 1451 de Sofía de Lituania, madre de Basilio II de Moscú como Kzhelia. Se desconoce el año de fundación de Gzhel, pero fue documentado por primera vez de forma fiable en el censo de población de 1784. Gzhel prosperó a finales del siglo XIX. El censo de población de 1871 registró once tiendas minoristas, cinco tabernas y 88 tiendas manufactureras. Las tierras de cultivo eran escasas; la mayor parte de la población se ganaba la vida en el comercio de cerámica o se desplazaba a Moscú. Según registros de 1878, 952 hombres y 177 mujeres de Gzhel trabajaban fuera, mientras que la localidad acogía a 1200 trabajadores de otras localidades. Las condiciones de trabajo insalubres contribuyeron a propagar la tuberculosis entre los trabajadores locales y de fuera, y en 1909 se construyó con capital privado un sanatorio gratuito para pacientes con tuberculosis.